# Velton Ray Bunch
Velton Ray Bunch, född 22 januari 1948 i Goldsboro, North Carolina, är en amerikansk kompositör för film och TV-serier.
Bunch har nominerats vid tre tillfällen till Primetime Emmy för sina kompositioner och vann fjärde gången för ett avsnitt av Star Trek: Enterprise ("Similitude").

## Filmografi (urval)
- 1980–1988 – Magnum (TV-serie) (162 avsnitt)
- 1989–1993 – Quantum Leap (TV-serie) (89 avsnitt)
- 1994 – Walker, Texas Ranger (TV-serie) (13 avsnitt)
- 1995–1996 – Alias Mr & Mrs Smith (TV-serie) (13 avsnitt)
- 1995 – På heder och samvete (TV-serie) (6 avsnitt)
- 1996–2000 – Kameleonten (TV-serie) (83 avsnitt)
- 2000–2001 – Nash Bridges (TV-serie) (6 avsnitt)
- 2000 – The Little Richard Story
- 2002–2005 – Star Trek: Enterprise (TV-serie) (13 avsnitt)
- 2006 – Flight 93